# Plica (Musik)
Als Plica (lateinisch plica ‚Falte‘) bezeichnet man einen senkrechter Strich, der an eine Note oder an das Ende einer Ligatur angefügt ist. Sie bezeichnet einen Ton von geringerer Lautstärke, der dem Hauptton angehängt wird und je nach Richtung des Strichs über oder unter der Hauptnote steht. Eine genaue Tonhöhe wird dabei nicht bezeichnet, doch klingt er normalerweise eine Sekunde höher oder tiefer. Folgt auf die Hauptnote ein Sprung auf die nächste reguläre Note, so kann die Plica eine beliebige Tonhöhe zwischen beiden Hauptnoten bezeichnen.